# 이형철 (권투 선수)
이형철(李炯哲, Hyung-Chul Lee, 1969년 12월 13일 ~ )은 대한민국의 전 권투 선수이다. 전 세계복싱협회(WBA) 슈퍼플라이급 챔피언.

## 생애
1987년 10월24일 프로 데뷔. 1994년 9월 18일 WBA 세계 챔피언. 1차 방어 성공. 1996년 2월 24일 경기를 마지막으로 현역 은퇴. 통산 전적 25전 19승(15KO)6패.

## 같이 보기
- 한국의 권투 선수 목록